# Xinjiangtitan
Xinjiangtitan („titán z (provincie) Sin-ťiang“) byl rod obřího dlouhokrkého sauropodního dinosaura z čeledi Mamenchisauridae, žijícího v období střední jury (věky bajok až kelloway, asi před 170 až 164 miliony let) na území současné severozápadní Číny.

## Popis
Vědecky byl popsán mezinárodním týmem paleontologů v roce 2013, holotyp nese označení SSV 12001. Koncem roku 2018 byla publikována studie s redeskripcí obratlů tohoto sauropoda, jehož vykopávky a preparace dosud probíhají.

## Velikost
Nápadné jsou zejména velké rozměry tohoto sauropoda, jeho délka byla na základě odhadů podle velikosti dochované části kostry stanovena na 30 - 32 metrů. Jedná se tedy o jednoho z nejdelších známých dinosaurů, a tím i živočichů vůbec. Jen stehenní kost je dlouhá 165 cm a kost holenní 98 cm. Dochovaná série dorzálních obratlů měří 372 cm. Podle Gregoryho S. Paula dosahoval tento sauropod délky kolem 30 metrů a hmotnosti asi 40 000 kilogramů.
V současnosti je tento druh sauropodem s nejdelší známou krční páteří s plně dochovanými obratli. Jedná se tedy zároveň o nejdelší známý krk u jakéhokoliv živočicha v dějinách života na Zemi. Podle různých paleontologů měřil krk tohoto dinosaura mezi 13,4 až 15,1 metru.
Revize druhu M. sinocanadorum publikovaná v roce 2023 ukázala, že se s největší pravděpodobností jedná o platný taxon a skutečně jde tedy o samostatný rod a druh obřího sauropodního dinosaura. Délka krku tohoto velkého sauropoda byla odhadnuta až na 15,1 metru.

## Příbuzenství
Nejbližším příbuzným tohoto rodu je Mamenchisaurus, s nímž společně tvoří čeleď Mamenchisauridae. Vzdáleněji příbuzní jsou pak zástupci čeledi Diplodocidae.